# Neustädter Schiffswerften

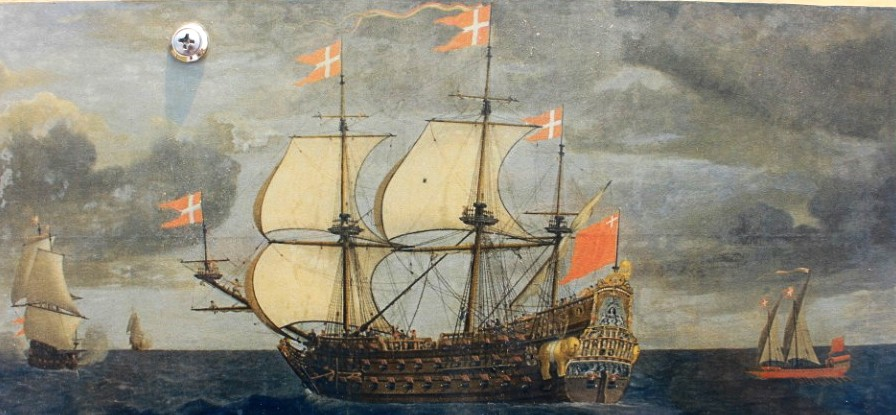
Frederic III

Die erste Neustädter Schiffswerft erlangte im 17. Jahrhundert in Neustadt in Holstein durch den Bau einer größeren Anzahl von Kriegsschiffen für die dänische Marine an Bedeutung.
Im 20. Jahrhundert etablierten sich am Neustädter Hafen drei kleinere Werften, die zu Beginn hölzerne Frachtsegelschiffe und später stählerne Drei- und Viermastschoner bauten.

## Geschichte

### 17. und 18.Jahrhundert

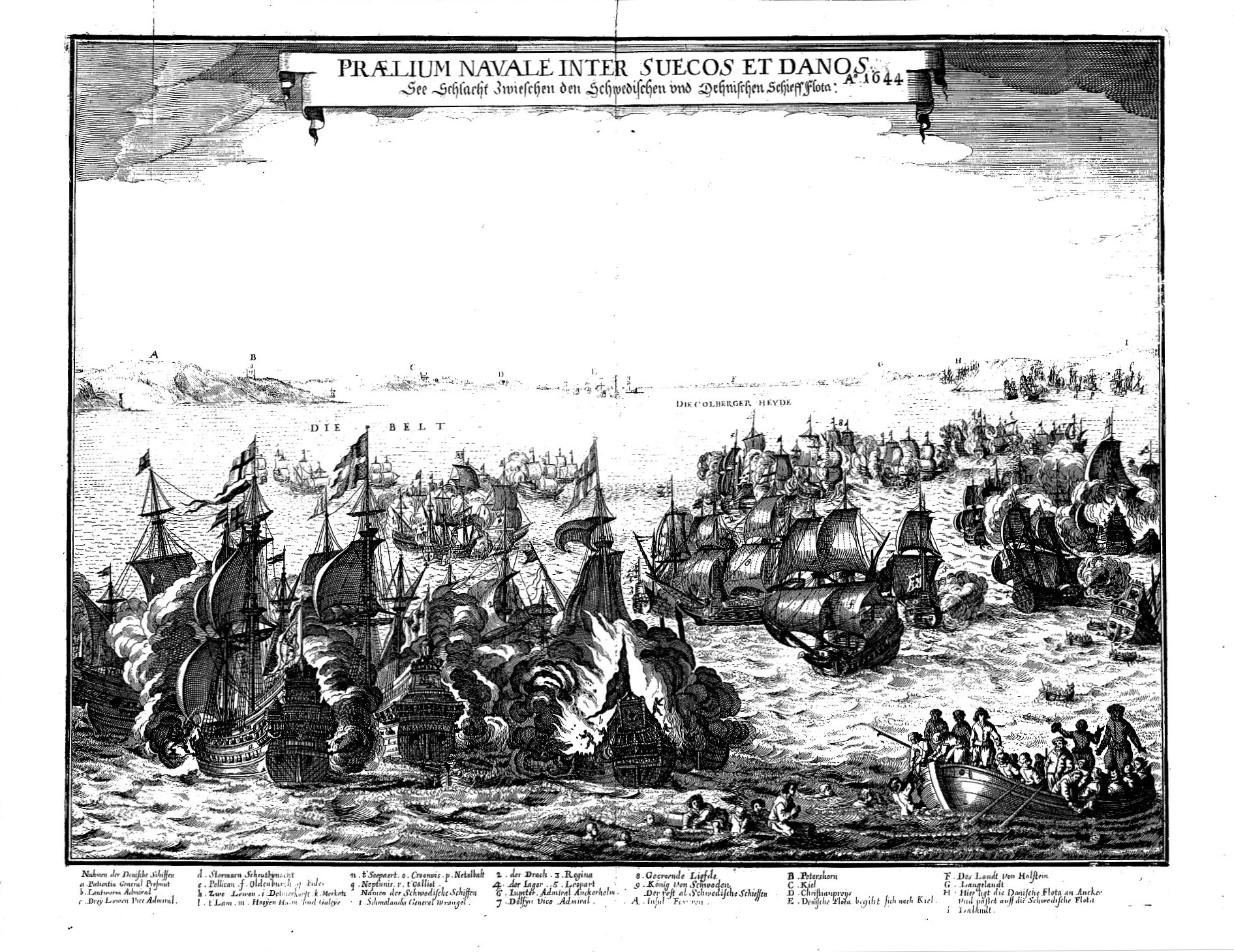
Seeschlacht zwischen Schweden und Dänemark vor Fehmarn im Oktober 1644

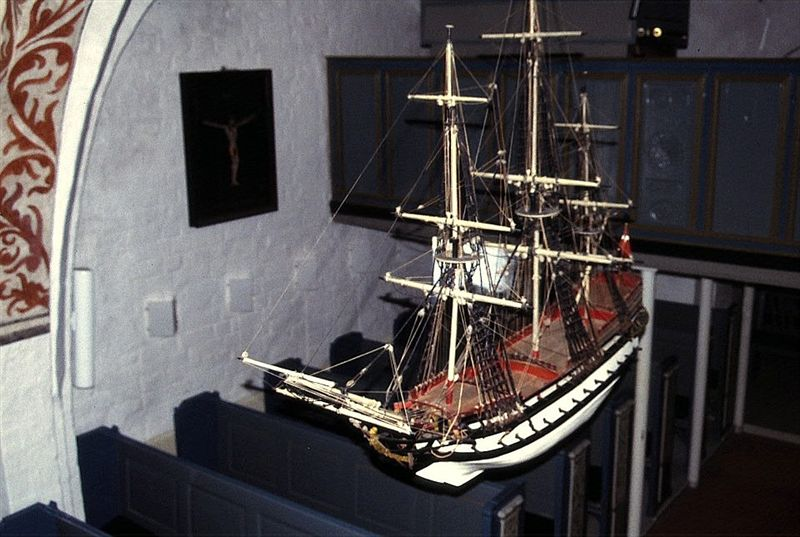
Modell der Trefoldigheden in der Kirche in Sejerø

1638 gründeten Albert Baltzer Berns und Gabriel Marselis in Neustadt in Holstein, „Auf dem Holm“ neben dem Hospital eine Schiffswerft. Zur Bedeutung kam die Werft am 27. Oktober 1639 durch einen Auftrag vom dänischen König Christian IV. zum Bau von neun Kriegsschiffen für die dänische Marine. Christian IV. inspiziert mehrfach persönlich sein 1640 im Bau befindliche großes Flaggschiff Trefoldighed (Dreifaltigkeit). Der große Holzbedarf für den Bau der Schiffe, ein mittelgroßes Kriegsschiff benötigte 4000 ausgewachsene Eichenstämme, konnte durch das holzreiche Hinterland von Neustadt gedeckt werden.
Diese Entwicklung rief die schwedischen Machthaber, die potentiellen Feinde der dänischen Krone, auf den Plan. Während des Torstenson-Krieg von 1643 bis 1645 griffen die schwedischen Truppen Neustadt im Frühjahr 1644 gegen den heftigen Widerstand der Einwohner an, besetzten die Stadt und zerstörten die Werft. Ein fast fertig gestelltes und ein im Bau befindliches Schiff sowie viele tausend gelagerte Schiffsplanken und Tauwerk nahmen die Schweden als Kriegsbeute mit und brachten es in die von den Schweden besetzte Stadt Wismar. Das fast fertige Schiff wurde unter dem Namen Ørnen (Der Adler) in die schwedische Flotte übernommen. Im Juli des Jahres wurden die schwedischen Truppen von den Dänen gezwungen Neustadt zu verlassen.
Die Werft wurde daraufhin wieder aufgebaut und erstellte erneut Kriegsschiffe für die dänische Krone unter Friedrich III. 1649 wurde die Frederik, das Hauptschiff für die dänischen Flotte gebaut, das mit 86 bis 100 Kanonen bestückt und 500 Mann besetzt war.
Im Kirchenarchiv der Stadt werden der Werft noch die Schiffe Charitas, Fides, Justitia (von Berens  und Marselis gebaut), Otto von Nüßen und Patriarch Jacob zugeschrieben. Ob es sich bei den beiden letztgenannten Schiffen um Neubau oder Instandsetzung handelte, ist nicht bekannt.
In den 1660er Jahren übernahm Claus Reimers den Schiffbau und lieferte bis zu seinem Tod im Jahr 1671 weitere Schiffe nach Dänemark. Für seine Verdienste für die Stadt wurde sein Name auf dem großen Messingkronleuchter der Stadtkirche eingraviert. Seine Grabplatte in der Hospitalkirche zeigt, dass er nur 51 Jahre alt geworden ist.
1717 wurde das letzte Schiff an die dänische Krone ausgeliefert.
Neben dem Neubau wurden auf der Werft auch große Instandsetzungen der Schiffe durchgeführt, die in der Regel nach 10 bis 15 Jahren Fahrzeit notwendig wurden. Insbesondere wurden verrottete Schiffsplanken ausgetauscht. Die Schiffe waren dadurch bis zu 70 Jahre im Einsatz.
Die nach Claus Reimers benannte Werft soll bis 1729 existiert haben.
Zusammenstellung der Schiffsbauten der Neustädter Werft:
| Name                                    | Fertigstellung-Abgang | Verdrängung (t) | Länge (m) | Kanonen | Besatzung | Schiffspreis (Rdl.) | Anmerkung                                                                               |
| --------------------------------------- | --------------------- | --------------- | --------- | ------- | --------- | ------------------- | --------------------------------------------------------------------------------------- |
| Von der Werft Berns u. Marselis erbaut: |                       |                 |           |         |           |                     |                                                                                         |
| Santa Maria                             | 1639–1657             |                 |           |         | 6–12      | 13.500              | Frachtschiff / Yawl                                                                     |
| Sorte Bjørn (Schwarzer Bär)             | 1640–1674             | 600             |           | 18      | 100       | 20.000              |                                                                                         |
| Trefoldigheden (Dreifaltigkeit)         | 1642–1676             | 1.300           | 45        | 44–66   | 265–350   | 53.000              | Derzeit größtes Schiff in Europa, 1657 erneuert, 1666 letzter Einsatz, 1676 abgebrannt. |
| Graa Ulv (Grauer Wolf)                  | 1642–1659             | 600             | 37        | 30–36   | 104–150   | 38.000              | 1659 von Schweden gekapert.                                                             |
| Pelicanen (Pelikan)                     | 1642–1658             | 600             | 37        | 34–36   | 110–150   | 38.000              | Baugleich mit Graa Ulv, 1658 von Schweden gekapert.                                     |
| Charitas                                | 1643–1657             |                 |           | 30      |           |                     |                                                                                         |
| Fides                                   | 1615/1643–1644        | 400             |           | 28      | 120       |                     | 1664 bei der Seeschlacht vor Fehmarn von Schweden gekapert.                             |
| Justitia                                | 1609/1643–1658        | 800             |           | 24–26   | 124–280   |                     |                                                                                         |
| Ørnen (Adler)                           | 1644                  | 600             | 41        | 20      | 120       |                     | 1644 von Schweden von der Werft gekapert und fertig gebaut.                             |
| Røde (Roter Fuchs)                      | 1647–1652             |                 |           |         | 40        |                     |                                                                                         |
| Victoria                                | 1647–1674             | 1.200           | 44        | 44–56   | 220–301   | 53.000              |                                                                                         |
| Frederik (Friderich)                    | 1649 – 1671           | 1.700           | 50        | 86–100  | 434–527   | 70.000              | Hauptschiff der dänischen Flotte, auch als Weißer Elefant benannt.                      |
| Phønix                                  | 1642–1659             | 600             | 36        | 26–32   | 98–150    |                     | 1659 von Schweden gekapert.                                                             |
| Von der Werft Claus Reimers erbaut:     |                       |                 |           |         |           |                     |                                                                                         |
| København                               | 1663–1676             | 400             |           | 34–46   | 190       |                     | Für die Salz Company gebaut, 1676 explodiert.                                           |
| Oldenborg                               | 1663–1677             | 1.000           | 41        | 34–48   | 145       |                     | 1673 an die East India Co. gegangen, 1677 zerstört.                                     |
| Tre Kroner                              | 1666–1712             | 1.200           | 44        | 66–86   | 554       |                     | 1676 in Brand geraten, 1717 in einer Seeschlacht gesunken.                              |
| Prinz Christian (Elephanten)            | 1667–1717             | 1.800           | 46        | 76–96   | 580       |                     | 1717 in einer Seeschlacht gesunken.                                                     |
| Håbet                                   | 1669–1678             |                 | 46        | 32      |           |                     | 1673 an die East India Co. gegangen, 1678 zerstört.                                     |

### 20. und 21. Jahrhundert
Im 20. Jahrhundert existierten in Neustadt noch drei Schiffswerften.
Die Tornoesche Werft baute Frachtsegelschiffe aus Holz und befand sich am Ende der Werftstraße auf der früher sogenannten Predigerkoppel.
Die Wagria-Werft lag am Ende der Werftstraße und wurde nach dem Ersten Weltkrieg von den Brüdern Hans und Gustav Klahn geleitet. Die Schiffswerft erstellte mit den Gewerken Bootsbau, Beschlagschmiede, Segelmacherei, Motorenwerkstatt und Sägerei Holz- und Eisenschiffe bis 1000 Tonnen Tragfähigkeit, wie der Elbnixe mit 342 BRT von 1922. Die beiden stählernen Viermastschoner mit Hilfsmotor Flottbek und Lübek mit je 320 BRT waren die letzten Bauten, die 1927 von der Nachfolgefirma Neustädter Slip ausgeliefert wurden. Die große Werfthalle wurde 1937 von der Kriegsmarine übernommen und wird noch heute von der Bundesmarine genutzt.
Die Klahn Werft in der Unteren Querstraße wurde von Klaus Klahn geleitet. Am 15. Mai 1930 wurde das hölzerne Motorboot Neustadt erstellt. Sohn Heinz baute 1947/48 auf der Werft noch drei hölzerne Fischkutter und führte die Werft bis 1969. Heute befindet sich dort der Parkplatz neben dem Pagodenspeicher.
Mit der Schließung der Werft war der Neubau von Schiffen in Neustadt beendet. Im Neustädter Hafen gibt es noch zwei Schiffsausrüster (Kunya Yachtwerft und ancora Marina), die den Service- und Reparaturbetrieb für die dort befindlichen Yachten anbieten.
Zusammenstellung der Schiffsbauten:
| Name                                     | Erbaut / Stapellauf | Schiffsart / Verwendung                               | Ausstattung / Antrieb                                 | Maße                                                         | 1. Eigner / Reederei                | Anmerkung                                                                      |
| ---------------------------------------- | ------------------- | ----------------------------------------------------- | ----------------------------------------------------- | ------------------------------------------------------------ | ----------------------------------- | ------------------------------------------------------------------------------ |
| 1920 – 1925 von der Wagria-Werft erbaut: |                     |                                                       |                                                       |                                                              |                                     |                                                                                |
| Elbnixe                                  | 18. Juli 1922       | Dreimastschoner (Blaupause vom Schiff) / Frachtschiff | 2-Zylinder Hilfsmotor, 100 PS                         | 342 BRT                                                      | Krabbenhöft & Bock, Hamburg         | 1926 Havarie vor der Ostküste Südamerikas                                      |
| Wagrien                                  | 1922                | Kreuzeryacht                                          |                                                       |                                                              |                                     |                                                                                |
| Brandungsbarkasse                        | 1922                | Motorschiff                                           |                                                       |                                                              |                                     |                                                                                |
| Papua                                    | Nov. 1923           | Gaffelschoner aus Eichenholz                          | 4-Zylinder Bronsmotor, 80 PS, elektrische Lichtanlage | 77 BRT, Länge über Deck 23,2 m, Breite 5,4 m, Tiefgang 3,3 m | H.-Rudolf Wahlen, Hamburg           | Einsatz in der Inselgruppe der Molukken                                        |
| Blauer Abel                              |                     | Motorschiff                                           |                                                       |                                                              |                                     |                                                                                |
| 8 Fischkutter                            |                     | Pommerntyp                                            |                                                       |                                                              |                                     |                                                                                |
| Brandungsboote                           |                     | Zwei- und Dreipunschen                                |                                                       |                                                              |                                     |                                                                                |
| Von der Neustädter Slip Werft erbaut:    |                     |                                                       |                                                       |                                                              |                                     |                                                                                |
| Flottbek                                 | 1927                | Viermastschoner / Frachtschiff                        | Stahlbau / Hilfsmotor                                 | 320 BRT, Länge 40 m, Breite 7,9 m, Tiefgang 3,35 m           | Reederei Barthold Richters, Hamburg | 5. Sept. 1935 auf der Reise von Danzig nach Riga mit Holzladung untergegangen. |
| Lübeck                                   | 1927                | Viermastschoner / Frachtschiff                        | Stahlbau / Hilfsmotor                                 | 320 BRT                                                      |                                     |                                                                                |
| 1930 – 1969 von der Klahn Werft erbaut:  |                     |                                                       |                                                       |                                                              |                                     |                                                                                |
| Neustadt                                 | 15. Mai 1930        | Motorboot                                             | Holzbau                                               |                                                              |                                     |                                                                                |
| 3 Fischkutter                            | 1947/48             | Motorboot                                             | Holzbau                                               |                                                              |                                     |                                                                                |